# Brasivil Resinas Vinílicas Ltda
A Brasivil Resinas Vinílicas Ltda foi uma empresa ligada ao projeto petroquímico da Unipar Carbocloro e produtora de Policloreto de Vinila, produto conhecido amplamente pela sigla em inglês PVC (Polyvinyl chloride).

## História
A Brasivil Resinas Vinílicas Ltda foi constituída em 1969 através da associação da Unipar com a Diamond Shamrock Chemical Co., uma das maiores empresas norte-americanas no mercado de PVC, e com a alemã Bayer-Hüls.
Inaugurou a sua fábrica na cidade de Santo André em 1972 com capacidade de 40 mil toneladas e utilizava como matéria-prima cloreto de vinila, produzido pela Copamo, outra empresa pertencente ao mesmo projeto petroquímico.
Com sua produção de PVC, a Brasivil Resinas Vinílicas Ltda contribuiu para a fabricação no Brasil dos seguintes produtos:
- laminados para a indústria automobilística - para forração interna, capotas de utilitários, sobrecapas de bancos, tetos decorativos externos;
- fabricação de tubos e conexões para construção civil;
- filmes e folhas para utilizações domésticas, como toalhas de mesa, cortinas de banheiro etc;
- revestimentos de fios e cabos elétricos;
- calçados;
- discos (juntamente com o acetato de polivinila);
- pisos, utilizados em construção civil, peças mecânicas, brinquedos, garrafas etc.

Em 1989, a Brasivil Resinas Vinílicas Ltda foi adquirida pelo  Grupo Solvay passando a se chamar Solvay Indupa.
Em 2014, o  Cade, reprovou a venda da Solvay Indupa para a Braskem, com o veredito de que a união das duas companhia afetaria a competitividade dos produtos na indústria nacional, pois as importações não oferecem uma efetiva rivalidade aos comercializados no Brasil. O impasse sobre a venda da empresa teve fim em 2016, quando o Cade autorizou a compra da Solvay Indupa pela Unipar Carbocloro.